# Estación de Miraumont
La estación de Miraumont es una estación ferroviaria francesa, de la línea férrea París-Lille, situada en la comuna de Miraumont, en el departamento de Somme. Por ella transitan únicamente trenes regionales que unen Amiens y el norte de Francia.

## Situación ferroviaria
La estación se encuentra en el punto kilométrico 168,459 de la línea férrea París-Lille. 

## Historia
Fue inaugurada en la segunda mitad del siglo XIX por parte de la Compañía de ferrocarriles del Norte. En 1937, pasó a ser explotada por la SNCF.

## La estación
La estación se compone de dos andenes laterales y de dos vías.

## Servicios ferroviarios

### Regionales
- Línea Amiens - Lille.